# Brahmadevarahalli, Madhugiri
Brahmadevarahalli là một làng thuộc tehsil Madhugiri, huyện Tumkur, bang Karnataka, Ấn Độ.